# 2018–2019-es UEFA Nemzetek Ligája (A liga)
A 2018–2019-es UEFA Nemzetek Ligájának A ligája az UEFA Nemzetek Ligája 2018–2019-es kiírásának legmagasabb divíziója. Az A ligából kerül ki a Nemzetek Ligája győztese, a döntőt 2019. június 9-én játsszák.

## Lebonyolítás
Az A ligában az UEFA rangsorának 1–12. helyen álló csapatai szerepeltek, a csapatokat négy darab háromcsapatos csoportba sorsolták. A csoportok győztesei továbbjutottak az UEFA Nemzetek Ligájának négyes döntőjébe, a harmadik helyezett csapatok kiestek a 2020–2021-es UEFA Nemzetek Ligájának B ligájába.
Az UEFA Nemzetek Ligájának négyes döntőjét 2019 júniusában rendezték, egyenes kieséses rendszerben, amely két elődöntőt, egy bronzmérkőzést és egy döntőt tartalmazott. Az elődöntők párosítását, valamint bronzmérkőzés és a döntő pályaválasztó csapatait sorsolással döntötték el. A helyszínt 2018 decemberében választották a négy kvalifikált csapat közül. A döntő győztese nyeri az UEFA Nemzetek Ligáját.
A négy csoportgyőztes a 2020-as Európa-bajnokság selejtezőjének sorsolásakor ötcsapatos csoportba került. Továbbá az A liga a 2020-as Európa-bajnokság maradék négy helyéből egy helyet biztosított. Az A liga legjobb négy csapata, amely nem jutott ki az Európa-bajnokságra, pótselejtezőt játszhatott. Elsősorban a divíziók csoportgyőztesei játszhattak pótselejtezőt, de ha egy csoportgyőztes már a Eb-selejtezőből kijutott, akkor az adott liga legjobb helyezettje kapott helyet a pótselejtezőben. Ha az A liga csapataiból kevesebb mint négy csapat nem jutott ki a selejtezőből, akkor a pótselejtezős helyeket a Nemzetek Ligája következő legjobb helyezettjei kapták, de egy csoportgyőztes nem játszhatott egy magasabb ligában lévő csapattal. A pótselejtező két elődöntőből (az 1. helyen rangsorolt csapat a 4. helyen rangsorolt csapattal, a 2. helyen rangsorolt csapat a 3. helyen rangsorolt csapattal mérkőzött, a magasabban rangsorolt csapat játszott hazai pályán) és egy döntőből állt, a két elődöntő győztese között (a helyszínt a két csapat közül sorsolták).

## Kiemelés
Az A liga résztvevőit a 2018-as világbajnokság európai selejtezőinek első fordulója után határozták meg az akkori, nemzetekre vonatkozó UEFA-együtthatók alapján, 2017. október 11-én. A csapatokat három darab kalapba sorolták.
A csoportok sorsolását Lausanne-ben, Svájcban tartják 2018. január 24-én.
| Csapat        | Együttható | Hely. |
| ------------- | ---------- | ----- |
| Németország   | 40 747     | 1     |
| Portugália    | 38 655     | 2     |
| Belgium       | 38 123     | 3     |
| Spanyolország | 37 311     | 4     |

| Csapat        | Együttható | Hely. |
| ------------- | ---------- | ----- |
| Franciaország | 36 617     | 5     |
| Anglia        | 36 231     | 6     |
| Svájc         | 31 155     | 7     |
| Olaszország   | 34 426     | 8     |

| Csapat        | Együttható | Hely. |
| ------------- | ---------- | ----- |
| Lengyelország | 32 982     | 9     |
| Izland        | 31 154     | 10    |
| Horvátország  | 31 139     | 11    |
| Hollandia     | 29 866     | 12    |

## Csoportok

### 1. csoport
| Hely. | Csapat        | M | Gy | D | V | G+ | G– | Gk | P | Továbbjutás vagy kiesés                         |  | Hollandia | Franciaország | Németország |
| ----- | ------------- | - | -- | - | - | -- | -- | -- | - | ----------------------------------------------- |  | --------- | ------------- | ----------- |
| 1.    | Hollandia     | 4 | 2  | 1 | 1 | 8  | 4  | +4 | 7 | Továbbjutott a Nemzetek Ligája négyes döntőjébe |  | —         | 2–0           | 3–0         |
| 2.    | Franciaország | 4 | 2  | 1 | 1 | 4  | 4  | 0  | 7 |                                                 |  | 2–1       | —             | 2–1         |
| 3.    | Németország   | 4 | 0  | 2 | 2 | 3  | 7  | −4 | 2 |                                                 |  | 2–2       | 0–0           | —           |

1. ↑  A 2020–2021-es Nemzetek Ligája átalakítása miatt egyik csapat sem esett ki.[9]
2. 1 2  Egymás elleni gólkülönbség: Hollandia +1, Franciaország −1.

| 2018. szeptember 6. 20:45 |

| Németország | 0–0         | Franciaország |
| ----------- | ----------- | ------------- |
|             | Jegyzőkönyv |               |

| Allianz Arena, München Játékvezető: Daniele Orsato (olasz) |

| 2018. szeptember 9. 20:45 |

| Franciaország         | 2–1               | Hollandia |
| --------------------- | ----------------- | --------- |
| Mbappé 14' Giroud 75' | (1–0) Jegyzőkönyv | Babel 67' |

| Stade de France, Saint-Denis Játékvezető: Alberto Undiano Mallenco (spanyol) |

| 2018. október 13. 20:45 |

| Hollandia                              | 3–0               | Németország |
| -------------------------------------- | ----------------- | ----------- |
| Van Dijk 30' Depay 87' Wijnaldum 90+3' | (1–0) Jegyzőkönyv |             |

| Johan Cruijff Arena, Amszterdam Játékvezető: Cüneyt Çakır (török) |

| 2018. október 16. 20:45 |

| Franciaország                | 2–1               | Németország          |
| ---------------------------- | ----------------- | -------------------- |
| Griezmann 62' 80' (11-esből) | (0–1) Jegyzőkönyv | Kroos 14' (11-esből) |

| Stade de France, Saint-Denis Játékvezető: Milorad Mažić (szerb) |

| 2018. november 16. 20:45 |

| Hollandia                            | 2–0               | Franciaország |
| ------------------------------------ | ----------------- | ------------- |
| Wijnaldum 44' Depay 90+6' (11-esből) | (1–0) Jegyzőkönyv |               |

| De Kuip, Rotterdam Játékvezető: Anthony Taylor (angol) |

| 2018. november 19. 20:45 |

| Németország        | 2–2               | Hollandia                 |
| ------------------ | ----------------- | ------------------------- |
| Werner 9' Sané 20' | (2–0) Jegyzőkönyv | Promes 85' Van Dijk 90+1' |

| Veltins-Arena, Gelsenkirchen Játékvezető: Ovidiu Hațegan (román) |

### 2. csoport
| Hely. | Csapat  | M | Gy | D | V | G+ | G– | Gk  | P | Továbbjutás vagy kiesés                         |  | Svájc | Belgium | Izland |
| ----- | ------- | - | -- | - | - | -- | -- | --- | - | ----------------------------------------------- |  | ----- | ------- | ------ |
| 1.    | Svájc   | 4 | 3  | 0 | 1 | 14 | 5  | +9  | 9 | Továbbjutott a Nemzetek Ligája négyes döntőjébe |  | —     | 5–2     | 6–0    |
| 2.    | Belgium | 4 | 3  | 0 | 1 | 9  | 6  | +3  | 9 |                                                 |  | 2–1   | —       | 2–0    |
| 3.    | Izland  | 4 | 0  | 0 | 4 | 1  | 13 | −12 | 0 |                                                 |  | 1–2   | 0–3     | —      |

1. ↑  A 2020–2021-es Nemzetek Ligája átalakítása miatt egyik csapat sem esett ki.[9]
2. 1 2  Egymás elleni gólkülönbség: Svájc +2, Belgium −2.

| 2018. szeptember 8. 18:00 |

| Svájc                                                                 | 6–0               | Izland |
| --------------------------------------------------------------------- | ----------------- | ------ |
| Zuber 13' Zakaria 23' Shaqiri 53' Seferović 67' Ajeti 71' Mehmedi 82' | (2–0) Jegyzőkönyv |        |

| Kybunpark, St. Gallen Játékvezető: Michael Oliver (angol) |

| 2018. szeptember 11. 20:45 (18:45 UTC±0) |

| Izland | 0–3               | Belgium                                 |
| ------ | ----------------- | --------------------------------------- |
|        | (0–2) Jegyzőkönyv | E. Hazard 29' (11-esből) Lukaku 31' 81' |

| Laugardalsvöllur, Reykjavík Játékvezető: Szergej Karaszjov (orosz) |

| 2018. október 12. 20:45 |

| Belgium        | 2–1               | Svájc          |
| -------------- | ----------------- | -------------- |
| Lukaku 58' 84' | (0–0) Jegyzőkönyv | Gavranović 76' |

| Baldvin király Stadion, Brüsszel Játékvezető: Antonio Mateu Lahoz (spanyol) |

| 2018. október 15. 20:45 (18:45 UTC±0) |

| Izland          | 1–2               | Svájc                  |
| --------------- | ----------------- | ---------------------- |
| Finnbogason 81' | (0–0) Jegyzőkönyv | Seferović 52' Lang 67' |

| Laugardalsvöllur, Reykjavík Játékvezető: Andreas Ekberg (svéd) |

| 2018. november 15. 20:45 |

| Belgium           | 2–0               | Izland |
| ----------------- | ----------------- | ------ |
| Batshuayi 65' 81' | (0–0) Jegyzőkönyv |        |

| Baldvin király Stadion, Brüsszel Játékvezető: Orel Grinfeld (izraeli) |

| 2018. november 18. 20:45 |

| Svájc                                                     | 5–2               | Belgium          |
| --------------------------------------------------------- | ----------------- | ---------------- |
| Rodríguez 26' (11-esből) Seferović 31' 44' 84' Elvedi 62' | (3–2) Jegyzőkönyv | T. Hazard 2' 17' |

| Swissporarena, Luzern Játékvezető: Daniele Orsato (olasz) |

### 3. csoport
| Hely. | Csapat        | M | Gy | D | V | G+ | G– | Gk | P | Továbbjutás vagy kiesés                         |  | Portugália | Olaszország | Lengyelország |
| ----- | ------------- | - | -- | - | - | -- | -- | -- | - | ----------------------------------------------- |  | ---------- | ----------- | ------------- |
| 1.    | Portugália    | 4 | 2  | 2 | 0 | 5  | 3  | +2 | 8 | Továbbjutott a Nemzetek Ligája négyes döntőjébe |  | —          | 1–0         | 1–1           |
| 2.    | Olaszország   | 4 | 1  | 2 | 1 | 2  | 2  | 0  | 5 |                                                 |  | 0–0        | —           | 1–1           |
| 3.    | Lengyelország | 4 | 0  | 2 | 2 | 4  | 6  | −2 | 2 |                                                 |  | 2–3        | 0–1         | —             |

1. ↑  A 2020–2021-es Nemzetek Ligája átalakítása miatt egyik csapat sem esett ki.[9]

| 2018. szeptember 7. 20:45 |

| Olaszország             | 1–1               | Lengyelország |
| ----------------------- | ----------------- | ------------- |
| Jorginho 78' (11-esből) | (0–1) Jegyzőkönyv | Zieliński 40' |

| Stadio Renato Dall'Ara, Bologna Játékvezető: Felix Zwayer (német) |

| 2018. szeptember 10. 20:45 (19:45 UTC+1) |

| Portugália   | 1–0               | Olaszország |
| ------------ | ----------------- | ----------- |
| A. Silva 48' | (0–0) Jegyzőkönyv |             |

| Estádio da Luz, Lisszabon Játékvezető: William Collum (skót) |

| 2018. október 11. 20:45 |

| Lengyelország                 | 2–3               | Portugália                                 |
| ----------------------------- | ----------------- | ------------------------------------------ |
| Piątek 18' Błaszczykowski 77' | (1–2) Jegyzőkönyv | A. Silva 32' Glik 43' (öngól) B. Silva 52' |

| Stadion Śląski, Chorzów Játékvezető: Carlos del Cerro Grande (spanyol) |

| 2018. október 14. 20:45 |

| Lengyelország | 0–1               | Olaszország   |
| ------------- | ----------------- | ------------- |
|               | (0–0) Jegyzőkönyv | Biraghi 90+2' |

| Stadion Śląski, Chorzów Játékvezető: Damir Skomina (szlovén) |

| 2018. november 17. 20:45 |

| Olaszország | 0–0         | Portugália |
| ----------- | ----------- | ---------- |
|             | Jegyzőkönyv |            |

| San Siro, Milánó Játékvezető: Danny Makkelie (holland) |

| 2018. november 20. 20:45 (19:45 UTC+1) |

| Portugália   | 1–1               | Lengyelország        |
| ------------ | ----------------- | -------------------- |
| A. Silva 34' | (1–0) Jegyzőkönyv | Milik 66' (11-esből) |

| Estádio D. Afonso Henriques, Guimarães Játékvezető: Szergej Karaszjov (orosz) |

### 4. csoport
| Hely. | Csapat        | M | Gy | D | V | G+ | G– | Gk | P | Továbbjutás vagy kiesés                         |  | Anglia | Spanyolország | Horvátország |
| ----- | ------------- | - | -- | - | - | -- | -- | -- | - | ----------------------------------------------- |  | ------ | ------------- | ------------ |
| 1.    | Anglia        | 4 | 2  | 1 | 1 | 6  | 5  | +1 | 7 | Továbbjutott a Nemzetek Ligája négyes döntőjébe |  | —      | 1–2           | 2–1          |
| 2.    | Spanyolország | 4 | 2  | 0 | 2 | 12 | 7  | +5 | 6 |                                                 |  | 2–3    | —             | 6–0          |
| 3.    | Horvátország  | 4 | 1  | 1 | 2 | 4  | 10 | −6 | 4 |                                                 |  | 0–0    | 3–2           | —            |

1. ↑  A 2020–2021-es Nemzetek Ligája átalakítása miatt egyik csapat sem esett ki.[9]

| 2018. szeptember 8. 20:45 (19:45 UTC+1) |

| Anglia       | 1–2               | Spanyolország        |
| ------------ | ----------------- | -------------------- |
| Rashford 11' | (1–2) Jegyzőkönyv | Saúl 13' Rodrigo 32' |

| Wembley Stadion, London Játékvezető: Danny Makkelie (holland) |

| 2018. szeptember 11. 20:45 |

| Spanyolország                                                           | 6–0               | Horvátország |
| ----------------------------------------------------------------------- | ----------------- | ------------ |
| Saúl 24' Asensio 33' Kalinić 35' (öngól) Rodrigo 49' Ramos 57' Isco 70' | (3–0) Jegyzőkönyv |              |

| Manuel Martínez Valero, Elche Játékvezető: Benoît Bastien (francia) |

| 2018. október 12. 20:45 |

| Horvátország | 0–0         | Anglia |
| ------------ | ----------- | ------ |
|              | Jegyzőkönyv |        |

| Stadion Rujevica, Fiume Játékvezető: Felix Brych (német) |

| 2018. október 15. 20:45 |

| Spanyolország           | 2–3               | Anglia                        |
| ----------------------- | ----------------- | ----------------------------- |
| Alcácer 58' Ramos 90+8' | (0–3) Jegyzőkönyv | Sterling 16' 38' Rashford 30' |

| Benito Villamarín, Sevilla Játékvezető: Szymon Marciniak (lengyel) |

| 2018. november 15. 20:45 |

| Horvátország                  | 3–2               | Spanyolország                     |
| ----------------------------- | ----------------- | --------------------------------- |
| Kramarić 54' Jedvaj 69' 90+3' | (0–0) Jegyzőkönyv | Ceballos 56' Ramos 78' (11-esből) |

| Stadion Maksimir, Zágráb Játékvezető: Alekszej Kulbakov (fehérorosz) |

| 2018. november 18. 15:00 (14:00 UTC±0) |

| Anglia               | 2–1               | Horvátország |
| -------------------- | ----------------- | ------------ |
| Lingard 78' Kane 85' | (0–0) Jegyzőkönyv | Kramarić 57' |

| Wembley Stadion, London Játékvezető: Anasztásziosz Szidirópulosz (görög) |

## Egyenes kieséses szakasz
|  |            |            |           |               |   |            |            |       |
|  | Elődöntők  | Elődöntők  | Elődöntők |               |   | Döntő      | Döntő      | Döntő |
|  | Elődöntők  | Elődöntők  | Elődöntők |               |   | Döntő      | Döntő      | Döntő |
|  | június 5.  |            |           |               |   |            |            |       |
|  |            |            |           |               |   |            |            |       |
|  | Portugália | Portugália | 3         |               |   |            |            |       |
|  | Portugália | Portugália | 3         | június 9.     |   |            |            |       |
|  | Svájc      | Svájc      | 1         |               |   |            |            |       |
|  | Svájc      | Svájc      | 1         |               |   | Portugália | Portugália | 1     |
|  | június 6.  |            |           |               |   | Portugália | Portugália | 1     |
|  |            |            | Hollandia | Hollandia     | 0 |            |            |       |
|  | Hollandia  | Hollandia  | Hollandia | Hollandia     | 0 | 3          |            |       |
|  | Hollandia  | Hollandia  |           |               |   |            |            |       |
|  | Anglia     | Anglia     | 1         |               |   |            |            |       |
|  | Anglia     | Anglia     | 1         | Bronzmérkőzés |   |            |            |       |
|  |            |            |           |               |   |            |            |       |
|  | június 9.  |            |           |               |   |            |            |       |
|  |            |            |           |               |   |            |            |       |
|  | Svájc      | Svájc      | 0 (5)     |               |   |            |            |       |
|  | Svájc      | Svájc      | 0 (5)     |               |   |            |            |       |
|  | Anglia     | Anglia     | 0 (6)     |               |   |            |            |       |
|  | Anglia     | Anglia     | 0 (6)     |               |   |            |            |       |

### Elődöntők
| 2019. június 5. 20:45 (19:45 UTC+1) |

| Portugália          | 3–1   | Svájc                    |
| ------------------- | ----- | ------------------------ |
| Ronaldo 25' 88' 90' | (1–0) | Rodríguez 57' (11-esből) |

| Estádio do Dragão, Porto Játékvezető: Felix Brych (német) |

| 2019. június 6. 20:45 (19:45 UTC+1) |

| Hollandia                                  | 3–1 (h. u.)                 | Anglia                  |
| ------------------------------------------ | --------------------------- | ----------------------- |
| De Ligt 73' Walker 97' (öngól) Promes 114' | (0–1, 1–1, 3–1) Jegyzőkönyv | Rashford 32' (11-esből) |

| Estádio D. Afonso Henriques, Guimarães Nézőszám: 25 711 Játékvezető: Clément Turpin (francia) |

### Bronzmérkőzés
| 2019. június 9. 20:45 (19:45 UTC+1) |

| Svájc                                | 0–0 (h. u.) | Anglia                                        |
| ------------------------------------ | ----------- | --------------------------------------------- |
|                                      | Jegyzőkönyv |                                               |
| Büntetőpárbaj                        |             |                                               |
| Zuber Xhaka Akanji Mbabu Schär Drmić | 5–6         | Maguire Barkley Sancho Sterling Pickford Dier |

| Estádio D. Afonso Henriques, Guimarães Nézőszám: 15 742 Játékvezető: Ovidiu Hațegan (román) |

### Döntő
| 2019. június 9. 20:45 (19:45 UTC+1) |

| Portugália | 1–0               | Hollandia |
| ---------- | ----------------- | --------- |
| Guedes 60' | (0–0) Jegyzőkönyv |           |

| Estádio do Dragão, Porto Nézőszám: 43 199 Játékvezető: Alberto Undiano Mallenco (spanyol) |

## Összesített rangsor
Az A liga 12 csapata az UEFA Nemzetek Ligája 1–12. helyezéseit kapta, a következő szabályok alapján:
- A csoportok győztesei az 1–4. helyezéseket kapták, a Nemzetek Ligája egyenes kieséses szakaszának eredménye alapján.
- A csoportok második helyezettjei az 5–8. helyezéseket kapták, a csoportban elért eredményeik alapján.
- A csoportok harmadik helyezettjei a 9–12. helyezéseket kapták, a csoportban elért eredményeik alapján.

| Hely. | Cs | Csapat        | M | Gy | D | V | G+ | G– | Gk  | P |
| ----- | -- | ------------- | - | -- | - | - | -- | -- | --- | - |
| 1.    | A3 | Portugália    | 4 | 2  | 2 | 0 | 5  | 3  | +2  | 8 |
| 2.    | A1 | Hollandia     | 4 | 2  | 1 | 1 | 8  | 4  | +4  | 7 |
| 3.    | A4 | Anglia        | 4 | 2  | 1 | 1 | 6  | 5  | +1  | 7 |
| 4.    | A2 | Svájc         | 4 | 3  | 0 | 1 | 14 | 5  | +9  | 9 |
|       |    |               |   |    |   |   |    |    |     |   |
| 5.    | A2 | Belgium       | 4 | 3  | 0 | 1 | 9  | 6  | +3  | 9 |
| 6.    | A1 | Franciaország | 4 | 2  | 1 | 1 | 4  | 4  | 0   | 7 |
| 7.    | A4 | Spanyolország | 4 | 2  | 0 | 2 | 12 | 7  | +5  | 6 |
| 8.    | A3 | Olaszország   | 4 | 1  | 2 | 1 | 2  | 2  | 0   | 5 |
|       |    |               |   |    |   |   |    |    |     |   |
| 9.    | A4 | Horvátország  | 4 | 1  | 1 | 2 | 4  | 10 | −6  | 4 |
| 10.   | A3 | Lengyelország | 4 | 0  | 2 | 2 | 4  | 6  | −2  | 2 |
| 11.   | A1 | Németország   | 4 | 0  | 2 | 2 | 3  | 7  | −4  | 2 |
| 12.   | A2 | Izland        | 4 | 0  | 0 | 4 | 1  | 13 | −12 | 0 |

## 2020-as Eb-pótselejtező
Az A liga négy legjobb csapata, amely a selejtezőből nem jutott ki a 2020-as Európa-bajnokságra, részt vehetett a pótselejtezőn. Mivel csak Izland nem jutott ki az Eb-re, a maradék három kvótát a szabályok alapján a három soron következő, nem csoportgyőztes csapat kapta a C ligából. Ezeket a csapatokat nem sorsolták a C liga ágára.
| Hely. | Csapat           |
| ----- | ---------------- |
| 1. CS | Portugália       |
| 2. CS | Hollandia[R]     |
| 3. CS | Anglia[R]        |
| 4. CS | Svájc            |
| 5.    | Belgium          |
| 6.    | Franciaország    |
| 7.    | Spanyolország[R] |
| 8.    | Olaszország[R]   |
| 9.    | Horvátország     |
| 10.   | Lengyelország    |
| 11.   | Németország[R]   |
| 12.   | Izland           |

Jegyzetek
- CS NL-csoportgyőztes
- [R] rendező
- pótselejtezőbe jutott
- kijutott az Európa-bajnokságra